# Побору
Побору (рум. Poboru) — село у повіті Олт в Румунії. Входить до складу комуни Побору.
Село розташоване на відстані 128 км на захід від Бухареста, 28 км на північний схід від Слатіни, 66 км на північний схід від Крайови, 140 км на південний захід від Брашова.

## Населення
За даними перепису населення 2002 року у селі проживали 604 особи, усі — румуни. Усі жителі села рідною мовою назвали румунську.